# Конёк (архитектура)
Вильчик или вильчак — место соединения листов двускатной крыши вверху. В традиционной архитектуре белорусов вильчик был местом украшения крестьянских домов. В Белоруссии встречаются двойные и одиночные вильчаки в мотиве рогов или лошадиных голов, фигурок птиц и змей, повёрнутых в разные стороны.